# ジャン＝イヴ・エスコフィエ
ジャン＝イヴ・エスコフィエ(Jean-Yves Escoffier,1950年7月12日 - 2003年4月1日)はフランス・リヨン出身の撮影監督。
1970年代からフランスで映画撮影に携わり、1980年代にはレオス・カラックス作品の撮影を手がけ注目を集める。1994年よりアメリカで活動しはじめ、ハーモニー・コリンやニール・ラビュートの衝撃作を数作品手がけるが、2003年に心臓疾患により死去。

## 主な作品
- ボーイ・ミーツ・ガール Boy Meets Girl (1983)
- 汚れた血 Mauvais sang (1986)
- ポンヌフの恋人 Les Amants du Pont-Neuf (1991)
- 水曜日に抱かれる女 Dream Lover (1994)
- THE CROW/ザ・クロウ The Crow: City of Angels (1996)
- グレイス・オブ・マイ・ハート Grace of My Heart (1996)
- ガンモ Gummo (1997)
- エクセス・バゲッジ/シュガーな気持ち Excess Baggage (1997)
- グッド・ウィル・ハンティング/旅立ち Good Will Hunting (1997)
- ラウンダーズ Rounders (1998)
- クレイドル・ウィル・ロック Cradle Will Rock (1999)
- ベティ・サイズモア Nurse Betty (2000)
- 15ミニッツ 15 Minutes (2001)
- 抱擁 Possession (2002)
- 白いカラス The Human Stain (2003)